# Ла Пријета (Грал. Зуазуа)
Ла Пријета (шп. La Prieta) насеље је у Мексику у савезној држави Нови Леон у општини Грал. Зуазуа. Насеље се налази на надморској висини од 415 м.

## Становништво
Према подацима из 2010. године у насељу су живела 4 становника.

### Хронологија
| Година       | 2000         | 2005       | 2010 |
| ------------ | ------------ | ---------- | ---- |
| Становништво | 26 (14 / 12) | 16 (7 / 9) | 4    |

### Попис
| # | Индикатор                     | Вредност |
| - | ----------------------------- | -------- |
| 1 | Укупно домаћинстава           | 2        |
| 2 | Укупно насељених домаћинстава | 2        |
| 3 | Величина локације             | 1        |